# Ибрахими, Лябинот
Лябинот Ибрахими (алб. Labinot Ibrahimi; 25 июня 1986 года, Приштина) — косоварский футболист, играющий на позиции защитника. Выступает за клуб «Фероникели».

## Клубная карьера
Лябинот Ибрахими — воспитанник косовского клуба «Приштина». Он выступал за него в чемпионате Косова, в то время не являвшегося членом УЕФА или ФИФА, в период с 2005 по 2013 год. Вторую половину сезона 2011/12 Ибрахими провёл, выступая на правах аренды за косовскую команду второй лиги «Ульпиана». Летом 2013 года он подписал контракт с клубом албанской Суперлиги «Партизани». 31 августа того же года он дебютировал в главной албанской лиге, выйдя в основном составе в гостевом поединке против «Кастриоти». 10 мая 2014 года Ибрахими забил свой первый гол в Суперлиге, сравняв счёт в гостевой игре с командой «Люшня».

## Личная жизнь
5 ноября 2015 года Ибрахими впервые стал отцом, когда его жена Доньета родила дочь, названную Ярой.